# Tijdperken in modelbouw (modeltreinen)
De indeling van tijdperken in modelbouw maakt het mogelijk kenmerken als techniek en stijl van de verschillende onderdelen van de modelbouw (huizen, spoorwegovergangen, treinen, auto's) op elkaar af te stemmen. De indeling heeft met name betrekking op modeltreinen.
Er zijn een aantal systemen, maar de meeste grote fabrikanten (ook van huisjes en auto's) gebruiken het systeem volgens MOROP-norm NEM 800. Dit systeem werd in 1968 in het tijdschrift „Miniaturbahnen“ (miba) geïntroduceerd en geeft een verdeling aan in tijdvakken aan de hand van grootschalige veranderingen, zoals het invoeren van een nieuw nummersysteem bij de Deutsche Bundesbahn (DB) in 1968. De tijdperkindeling kan daarom per land verschillen.
Mede omdat over de gekozen indeling geen consensus is, is er per tijdperk weer een onderverdeling gemaakt. Daardoor konden er nog meer bepalende gebeurtenissen bij betrokken worden.

## Tijdperk I
Tijdperk I begint bij de eerste spoorlijnen (zo omstreeks 1804 voor de UK en na 1835 op het continent) en loopt tot ongeveer 1920. Deze tijd wordt vaak aangeduid als de "Länderbahn"-tijd, aangezien er met name in Duitsland alleen (kleine) spoorwegmaatschappijen waren per (later Bonds-)land. Voorbeelden hiervan zijn de Königlich Bayerische Staatsbahn (K.Bay.Sts.B.) en de Königlich Württembergische Staats-Eisenbahnen (K.W.St.E.). Iedere maatschappij had zijn eigen kleurstelling en personenrijtuigen werden vaak per klasse in een andere kleur geschilderd. De locomotieven zijn vrijwel allemaal stoomlocs; pas tegen het einde van dit tijdperk kwamen de eerste elektrische locomotieven.

### Indeling in het Verenigd Koninkrijk
- Periode 1: 1804–1875 De ontwikkeling van de spoorwegen

### Indeling in Duitsland
Periode I beslaat in Duitsland de periode van 1835 tot 1920 en kent de volgende onderverdeling:
- Periode Ia: 1835–1870 (Begintijd van de spoorwegen)
- Periode Ib: 1870–1890 (De Pruisische spoorwegmaatschappij wordt een staatsbedrijf)
- Periode Ic: 1890–1909 (Grote technologische ontwikkelingen)
- Periode Id: 1909–1920 (Start van het Deutsche Güterwagenverband, oorlogstijd en hyperinflatie)

### Indeling in Oostenrijk
Periode I beslaat in Oostenrijk de periode van 1837 tot 1920 en kent de volgende onderverdeling:
- Periode Ia: 1837–1858
- Periode Ib/c: 1858–1884
- Periode Id: 1884–1891
- Periode Ie: 1891–1913
- Periode If: 1913–1920

### Indeling in Zwitserland
Periode I beslaat in Zwitserland de periode van 1844 tot 1920 en kent de volgende onderverdeling:
- Periode Ia/b: 1844–1882
- Periode Ic: 1882–1902
- Periode Id: 1902–1920 (Oprichting van de SBB)

### Indeling in Nederland
- Periode Ia: 1839–1866 De opstart van spoorwegen met breedspoor, beginnend met de aanleg Amsterdam – Haarlem
- Periode Ib: 1866–1925 Na de egalisatie naar normaalspoor door heel Nederland

## Tijdperk II
Tijdperk II loopt ongeveer van 1920 (oprichting van de Deutsche Reichsbahn) tot 1945/1949. Dit wordt voor de Duitse spoorwegen ook wel de Reichsbahnzeit genoemd. In deze tijd verdwenen vrijwel alle kleinere spoorwegmaatschappijen en werd er een landelijke kleurcodering voor rijtuigen ingevoerd. Personenrijtuigen werden bruingroen en goederenwagens roodbruin geschilderd. Het was de laatste grote bloeitijd van de stoomlocomotief.
In periode IId (1945–1949) was een groot deel van het materieel en de infrastructuur verwoest. Deze periode wordt in de modelbouw slechts zelden als thema gebruikt.

### Indeling in het Verenigd Koninkrijk
- Periode 2 : 1875–1922 Periode voor de samenvoeging

### Indeling in Duitsland
- Periode IIa: 1920–1926 (De Länderbahnen gaan op in de Deutsche Reichsbahn, in 1924 wordt de Deutsche Reichsbahn Gesellschaft (1924) opgericht; veel locs hebben nog wel de kleuren en opschriften uit de Länderbahn-tijd)
- Periode IIb: 1926–1937 (Invoering van eenheidskleuren voor locomotieven (bijvoorbeeld het bekende zwart/rood voor stoomlocs); een nieuw nationaal nummersysteem; elektrificatie in het zuiden in Duitsland)
- Periode IIc: 1937–1945 (De Deutsche Reichsbahn wordt een staatsbedrijf; aansluiting en overname van de Oostenrijkse BBÖ; introductie van de rijksadelaar (vaak met hakenkruis) op locs en rijtuigen; oorlogstijd)
- Periode IId: 1945–1949 (Direct na de tweede oorlog; treinen samengesteld uit overblijfselen; periode eindigt met de oprichting van de Deutsche Bundesbahn in de Bondsrepubliek. In de DDR wordt het spoorwegbedrijf onder de naam Deutsche Reichsbahn voortgezet.[2]

### Indeling in Oostenrijk
- Periode IIa: 1920–1928
- Periode IIb: 1928–1938
- Periode IIc: 1938–1945[3]

### Indeling in Zwitserland
- Periode IIa: 1920–1928 (Elektrificatie van de hoofdlijnen)
- Periode IIb: 1928–1937 (Ingebruikname van de SBB Ae 4/7)
- Periode IIc: 1937–1945 (Ingebruikname van de Rote Pfeil (vanaf 1935); economie onder druk door de oorlog; de meeste stoomlocs verdwijnen door tekort aan kolen)[4]

### Indeling in Nederland
- Periode II: 1925–1945: Start van elektrificatie van de spoorwegen. In deze periode valt de samenvoeging van de diverse kleine spoorwegen bedrijven naar 1 grote: de NS. Stoom en geëlektrificeerd zijn samen te zien.

## Tijdperk III
Tijdperk III loopt van circa 1945/1949 tot 1968, 1970 of 1975. Dit verschilt per land. In de Bondsrepubliek wordt de DB (Deutsche Bundesbahn) opgericht; in de DDR de DR (Deutsche Reichsbahn). Het tijdperk wordt vaak aangeduid als de naoorlogse tijd, of de Wirtschaftswunder-tijd (de tijd van enorme economische vooruitgang in met name de Bondsrepubliek, voor een groot deel te danken aan het Marshallplan).
Deze tijd kenmerkt zich door een verscheidenheid aan materieel. Voor zover nog voorhanden, werd, zeker in het begin, alles wat na de oorlog nog enigszins reed ingezet. In de loop van de jaren werd echter steeds meer door nieuwbouw vervangen. Stoomlocomotieven kwamen nog veelvuldig voor. Er werden zelfs nog nieuwe locs ontwikkeld zoals de BR 23 en de BR 10. Langzaam maar zeker werden deze echter toch verdrongen door de praktischere diesel- en elektrische locs. De nummering bleef onveranderd; er werden alleen bij nieuwe traktievormen letters geïntroduceerd (E voor elektrische loks, V voor verbrandingsmotorlocs enz.). Deze periode is door de grote verscheidenheid aan materieel geliefd bij modelbouwers.

### Indeling in het Verenigd Koninkrijk
Periode 3 1923–1947 Samenvoeging tot "the big four" – LMS, GWR, LNER en SR

### Indeling in West-Duitsland (Bondsrepubliek)
- Periode IIIa: 1949–1956 (Opschrift Deutsche Bundesbahn volledig uitgeschreven op locs en rijtuigen)
- Periode IIIb: 1956–1968 (Opschrift afgekort naar DB en in een logo weergegeven (de zgn. Keks). De oude eerste klas werd afgeschaft, de tweede klas werd eerste klas, derde werd tweede. De aanduiding derde klas verdween dus.)

### Indeling in Oost-Duitsland (DDR)
- Periode IIIa: 1949–1956 (De spoorwegen kwamen na de oorlog weer op gang)
- Periode IIIb: 1956–1970 (De eerste klas werd afgeschaft, de tweede klas werd eerste klas, derde werd tweede. Invoering van driepunts frontseinverlichting)

### Indeling in Oostenrijk
- Periode IIIa: 1945–1952
- Periode IIIb: 1952–1956
- Periode IIIc: 1956–1975[3]

### Indeling in Zwitserland
- Periode IIIa: 1945–1956 (Ingebruikname van lichte InterCity's en de SBB Re 4/4 I; einde van het reguliere stoombedrijf)
- Periode IIIb: 1956–1970 (Ingebruikname van de SBB Ae 6/6 en de SBB RBe 4/4 EW I / II)[4]

### Indeling in Nederland
- IIIa: 1947-1953 De wederopbouw vindt plaats, de stoomlocomotief regeert nog, maar ook de eerste diesel- (500 en 600(2000)) en elektrische (1000) locomotieven worden ingezet. De eerste nieuwe rijtuigen (plan D) stromen in. Bonte treinen, alles wat rijdt wordt gebruikt.
- IIIb: 1953-1958 De stoomlocomotieven worden in hoog tempo vervangen door diesel-(600/700, 2200/2300, 2400/2500) en elektrische 1100, 1200, 1300) exemplaren. Nieuwe motorrijtuigen (plan X), treinstellen (mat.54, plan X) en rijtuigen (plan E) stromen in.
- IIIc: 1958-1968 De stoomlocomotief is uitgerangeerd. Nieuwe diesel- (plan U) en elektrische (plan T/V) treinstellen komen in dienst. De eerste treinstellen in de nieuwe huisstijl verschijnen aan het einde van deze periode op de rails.

## Tijdperk IV
Tijdperk IV loopt van 1968/1970/1975 tot circa 1990. Kenmerkend is de invoering van de internationale UIC-nummering (ook wel computernummering genoemd). In Duitsland kregen de internationale/TEE-treinen en InterCity's een rood/beige en oceaanblauw/beige kleurstelling. De laatste stoomlocs verdwenen uit de dienstregeling (in de DDR echter pas in 1988).

### Indeling in het Verenigd Koninkrijk
- Periode 4: 1948–1956 British Railways early emblem

### Indeling in West-Duitsland (Bondsrepubliek)
- Periode IVa: 1968–1980 (UIC-Nummering; Computernummering op locomotieven; IC met alleen 1e klasse in plaats van de TEE; Nieuwe oceaanblauw/beige kleurstelling). Overigens werden niet alle locs tegelijk omgenummerd, in 1969 bijvoorbeeld reden nog een paar stoomlocs van de serie 03 met hun oude nummers.
- Periode IVb: 1980–ca. 1985 (IC met 2 klassen, de meeste vooroorlogse locs verdwijnen)
- Periode IVc: ca. 1985–1990 (Eerste rode treinstellen; komst van de InterCityExperimental (de latere InterCityExpress of ICE), de laatste vooroorlogse locs, van de serie 194 (Duitse krokodil), verdwijnen)

### Indeling in Oost-Duitsland (DDR)
- Periode IVa: 1970–1980 (UIC-Nummering, Computernummering op locomotieven; nieuwe kleurstelling voor locs in rood en oranje)
- Periode IVb: 1980–1990 (Nieuwe kleurstelling voor rijtuigen)

### Indeling in Oostenrijk
- Periode IVa: 1970–1980
- Periode IVb: 1980–1990

### Indeling in Zwitserland
- Periode IVa: 1970–1980 (Ingebruikname van de EW III)
- Periode IVb: 1980–1990 (Ingebruikname van de EW IV)

### Indeling in Nederland
- Periode IV: 1968–1989 De gele kleurindeling wordt Nederlands Standaard

## Tijdperk V
Tijdperk V loopt van 1990, het jaar dat de DR en de DB samengingen, tot circa 2005/2007. De DB werd gaandeweg geprivatiseerd en er ontstond een wildgroei aan kleinere, particuliere spoorwegmaatschappijen, die vooral op kleinere trajecten (die door de DB niet meer rendabel geacht werden) rijden. Door deze nieuwe maatschappijen is er ook weer een grote verscheidenheid aan kleurstellingen, net als in de Länderbahn-tijd. De van oorsprong Amerikaanse trend om de zijkanten van locs en wagens als reclameplaats te verhuren vond ingang in Europa, waardoor het kleurenpalet nog bonter werd. Op de internationale lijnen kwamen nieuwe namen, zoals de EuroCity en de InterCityNight, en locs die op verschillende stroomsystemen kunnen rijden. Met de komst van deze locs kunnen de treinen bij de grens gewoon doorrijden en hoeft er niet meer van loc gewisseld te worden.

### Indeling in het Verenigd Koninkrijk
- Periode: 5 1957–1966 British Railways late Crest

### Indeling in Duitsland
- Periode Va: 1990–1994 (De nieuwe DB, de twee "oude" Duitse spoorwegbedrijven (DR en DB) bestaan nog deels naast elkaar en komen soms nog in oude kleurstelling voor)
- Periode Vb: 1994–2000 (Oprichting van de Deutsche Bahn AG en invoering van het nieuwe wit/rode DB-logo)
- Periode Vc: 2000–2006

### Indeling in Oostenrijk
- Periode Va: 1990–2000
- Periode Vb: 2000–2005

### Indeling in Zwitserland
- Periode Va: 1990–2000 (Ingebruikname van de SBB Re 460)
- Periode Vb: 2000 tot heden (er is nog geen concrete norm voor overgang naar Tp VI)

### Indeling in Nederland
- Periode V: 1989 tot heden Privatisering van de NS, opkomst van de kleine concurrenten beginnend met Lovers Rail.

## Tijdperk VI
Tijdperk VI loopt vanaf circa 2005/2007 tot heden. Er is een nieuwe richtlijn in de UIC-nummering, waarbij niet meer de maatschappij maar het land als kenmerk gebruikt wordt. Zo wordt "80 DB" bijvoorbeeld "80 __D__-DB". Bij locomotieven wordt, net als bij de wagens, nu een 12-cijferig UIC-nummer gebruikt.
Vanaf 2009 gebruiken alle grote modelbaanfabrikanten Tijdperk VI als aanduiding voor modellen met de nieuwe nummering.

### Indeling in het Verenigd Koninkrijk
- Periode 6: 1967–1971 British Railways blue Pre-TOPS

## Tijdperk VII

### Indeling in het Verenigd Koninkrijk
- Periode 7: 1971–1982 British Railways blue TOPS (computer nummers, nu nog bekend door de Class 66)

## Tijdperk 8

### Indeling in het Verenigd Koninkrijk
- Periode 8: 1982–1994 De opdeling van de British Railways

## Tijdperk 9

### Indeling in het Verenigd Koninkrijk
- Periode 9: 1995 tot heden – Post Privatisation